# سونائو نی نارناکوته
سونائو نی نارِناکوته (素直になれなくて Sunao ni Narenakut) (به معنای سخته بگم دوستت دارم) یک مجموعه تلویزیونی ژاپنی با بازی ایتا ناگایاما، جوری اوئنو، مگومی سکی، تتسوجی تامایاما و کیم جه جونگ است که از ۱۵ آوریل تا ۲۴ ژوئن ۲۰۱۰ از فوجی تی‌وی پخش شد.

## بازیگران
- ایتا ناگایاما در نقش کِی‌سوکه ناکاجیما/ «ناکاجی»
- جوری اوئنو در نقش تسوکیکو میزونو/ «هارو»
- مگومی سکی در نقش هیکارو نیشیمورا/ «پیچ»
- تتسوجی تامایاما در نقش کائورو ایچیهارا/ «لیندا»
- کیم جه جونگ در نقش پارک سون سو/ «پزشک»
- هاروکا کینامی در نقش پارک مین ها
- یویچی ناکامورا در نقش شو میزونو
- ساکاموتو شوگو در نقش کنتا ماتسوجیما
- ریو ریوسی در نقش ماسافومی تاکاهاشی
- رینا آیزاوا در نقش یوکی مائه‌دا
- ئه‌ری واتانابه در نقش ماریکو اوکودا
- کن‌ایچی یاجیما در نقش توموهیکو یاماموتو
- تتسوشی تاناکا در نقش تاکاشی مینه‌هارا
- توشی‌هیده تونه‌ساکو در نقش تاکاموفی شیرایشی
- مایومی آساکا در نقش میساکو ایچیهارا
- هاروکا ایگاوا در نقش کیریکو یاماموتو
- جون فوبوکی در نقش ساچیکو میزونو